# Curses (álbum)
| Críticas profissionais | Críticas profissionais |
| Avaliações da crítica  | Avaliações da crítica  |
| Fonte                  | Avaliação              |
| ---------------------- | ---------------------- |
| AbsolutePunk.net       | (60%)                  |

Curses é o álbum de estreia da banda norte-americana Vanna, lançado em 24 de abril de 2007.

## Faixas
Todas as faixas por Vanna.
1. "The Alarm" — 3:47
2. "The Vanishing Orchestra" — 2:42
3. "Surgical Tools" — 3:19
4. "The Things He Carried" — 3:42
5. "Magnetic Knives" — 2:23
6. "Trophy Wives" — 2:37
7. "Home" — 1:22
8. "Country Boys... Goddamn" — 2:34
9. "Heavens To Betsy" — 2:38
10. "We Ate The Horse You Rode In On" — 4:08
11. "This Map Is Old News" — 3:22
12. "You Were Never Lovelier" — 4:57

## Créditos
- Christopher Preece — Vocal
- Nicholas Lambert — Guitarra
- Evan Pharmakis — Guitarra, vocal
- Shawn Marquis — Baixo, vocal
- Brandon Davis — Bateria